# Фухи, Бен
Бе́нджамин Джон Фу́хи (англ. Benjamin John "Ben" Fouhy; 4 марта 1979, Пукекохе) — новозеландский гребец-байдарочник, выступал за сборную Новой Зеландии в середине 2000-х — начале 2010-х годов. Серебряный призёр летних Олимпийских игр в Афинах, чемпион мира, победитель многих регат национального и международного значения.

## Биография
Бен Фухи родился 4 марта 1979 года в городе Пукекохе региона Окленд. В детстве увлекался многими видами спорта, однако в конечном счёте сделал выбор в пользу гребли на байдарке. Начал активно выступать с 2002 года.
Первого серьёзного успеха на взрослом международном уровне добился в 2003 году, когда попал в основной состав новозеландской национальной сборной и побывал на чемпионате мира в американском Гейнсвилле, откуда привёз награду золотого достоинства, выигранную в зачёте одиночных байдарок на дистанции 1000 метров. Благодаря череде удачных выступлений удостоился права защищать честь страны на летних Олимпийских играх 2004 года в Афинах — в одиночках на тысяче метрах финишировал в финале вторым, уступив только норвежцу Эйрику Веросу Ларсену, и завоевал тем самым серебряную олимпийскую медаль. Кроме того, стартовал здесь в двойках вместе с напарником Стивеном Фергюсоном, дошёл до финальной стадии, но в решающем заезде пришёл к финишу лишь восьмым.
В 2006 году Фухи выступил на мировом первенстве в венгерском Сегеде, где стал бронзовым призёром в километровой гонке одиночек, проиграв на финише только шведу Маркусу Оскарссону и британцу Тиму Брэбентсу. Будучи одним из лидеров гребной команды Новой Зеландии, благополучно прошёл квалификацию на Олимпийские игры 2008 года в Пекине — на сей раз финишировал в километровой одиночной программе четвёртым, немного не дотянув до призовых позиций.
После двух Олимпиад Бен Фухи остался в основном составе новозеландской национальной сборной и продолжил принимать участие в крупнейших международных регатах. Так, в 2012 году он отправился представлять страну на Олимпийских играх в Лондоне — в одиночках на тысяче метрах сумел дойти здесь только до стадии полуфиналов, в утешительном финале «Б» финишировал шестым и занял итоговое четырнадцатое место. Вскоре по окончании этих соревнований принял решение завершить карьеру профессионального спортсмена, уступив место в сборной молодым новозеландским гребцам.
Помимо участия в соревнованиях по спринтерской гребле, Фухи также регулярно принимал участие в марафонских регатах. В частности, он является серебряным призёром марафонского чемпионата мира, прошедшего в 2005 году в австралийском Перте.